# The Almighty

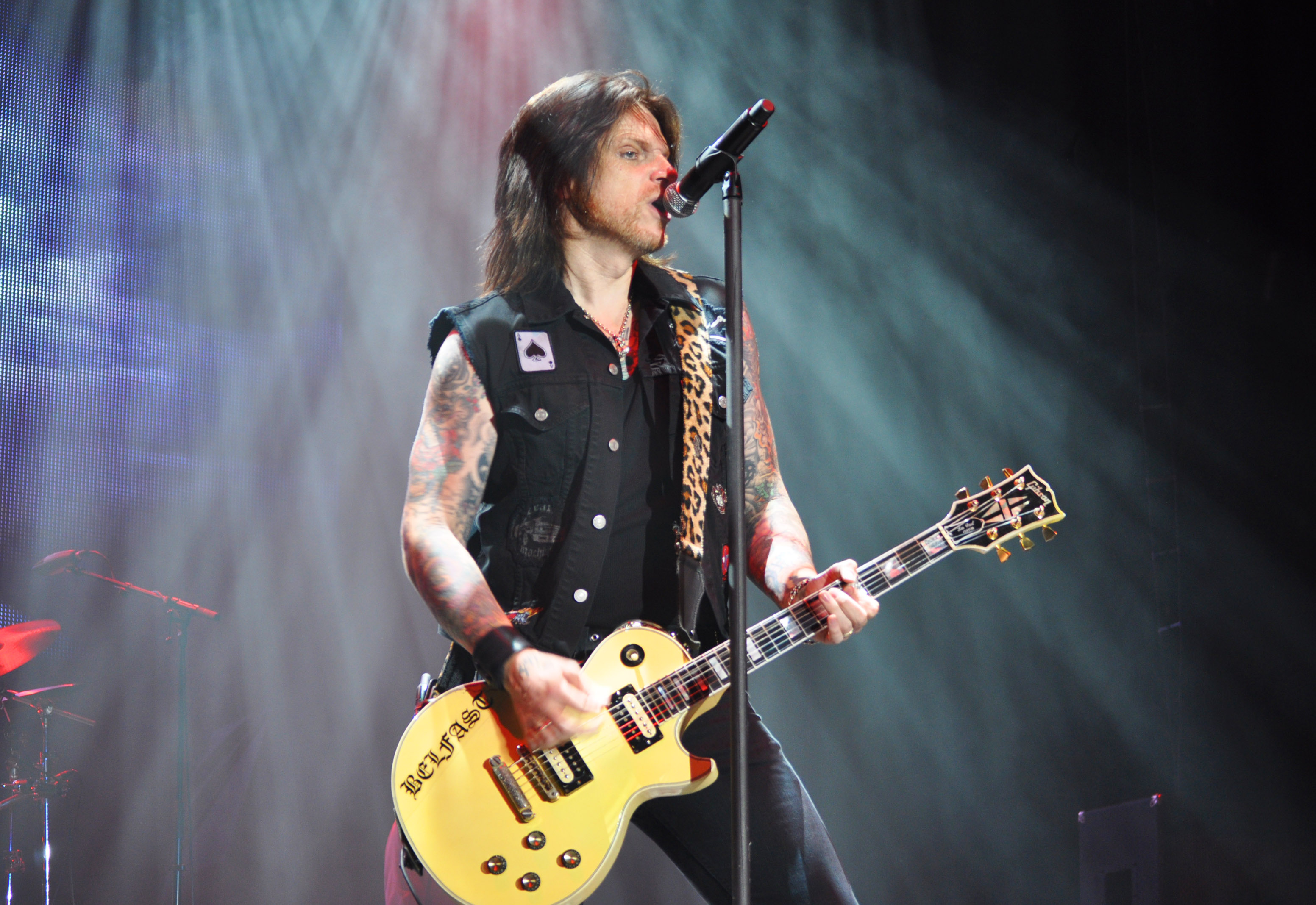
Ricky Warwick avec Thin Lizzy à Tours en 2011.

The Almighty est un groupe de heavy metal et hard rock britannique, originaire de Strathaven, en Écosse. Le groupe connait trois périodes d'activités entre 1988 et 1996, 2000 et 2001, et 2006 et 2009.2023

## Biographie

### Première phase (1988–1996)
Le groupe est formé à Strathaven, en Écosse, le 19 janvier 1988. La majeure partie des membres est ancrée dans le punk rock. The Almighty, qui n'a alors qu'une douzaine de concerts à son actif, signe son premier contrat dix mois plus tard, en mars 1989, avec le label Polydor. Initialement intitulé Blood, Fire and Roses, le premier album est rebaptisé Blood, Fire and Love pour éviter d'être confondu avec Guns N' Roses. Ce premier effort, où le groupe pratique un style à mi-chemin entre Motörhead, The Cult et les Ramones, et est généralement bien accueilli par la presse spécialisée,. Il souffre cependant d'une production peu puissante.
En décembre 1990, The Amighty rentre en studio alors qu'est sorti un EP composé de huit titres live et intitulé Blood, Fire and Live. En début d'année, ils ouvrent à plusieurs reprises au Royaume-Uni pour Motörhead et participent à la tournée européenne de Megadeth en compagnie d'Alice in Chains,,. Soul Destruction sort en août et est bien reçu par la critique. À l’automne le groupe tourne en ouverture d'Alice Cooper en Europe. L'année suivante Tantrum est remplacé par la guitariste d'Alice Cooper Pete « Freezin » Friesen et The Almighty se produit au Monsters of Rock de Donington.
L'arrivée de Friesen coïncide avec le durcissement du son du groupe, les influences punk du groupe se faisant moins présents au profit de sonorités plus metal et grunge. En avril 1993 leur troisième album, Powertrippin' atteint la cinquième place des charts britanniques, alors que le groupe entame une tournée européenne en ouverture d'Iron Maiden. Le 5 juin ils ouvrent un concert réunissant Metallica, Megadeth et Diamond Head au National Bowl de Milton Keynes. Cette même année ils font une tournée des clubs aux États-Unis.
Sous prétexte qu'ils ne leur ont pas fourni de nouveaux titres en août 1993 (quatre mois après la sortie de Powertrippin'), Polydor rompt leur contrat. The Almighty signe chez Chrysalis et retourne en studio avec Chris Sheldon, le producteur de l'album Troublegum de Therapy?. Leur quatrième album, Crank, sort en septembre 1994 et marque le retour des sonorités punk dans la musique du groupe. Ils participent au Top of the Pops en soutien à leur premier single, Wrench, qui atteint la 26e place de l'UK Singles Chart. Le second single de l'album, Jonestown Mind, atteint aussi la 26e place. En octobre, ils tournent en ouverture de Pantera. 
En mars 1996 sort Just Add Life. Devant le peu d'intérêt suscité par cette sortie, Ricky Warwick annonce la séparation du groupe quelques semaines plus tard.

### Deuxième phase (2000–2001)
Le groupe se reforme en 2000, Nick Parsons remplaçant Friesen, sort l'album The Almighty et tourne de nouveau en ouverture d'Iron Maiden. L'année suivante, 2001, voit le remplacement de Floyd London par Gav Gray et la sortie de Psycho-Narco. Le groupe finit par se séparer et Ricky Warwick entame une carrière solo.
En 2002 sort une compilation, Wild and Wonderful, qui comprend des morceaux issus de leurs trois albums chez Polydor, et une reprise du morceau Bodies des Sex Pistols, de You Ain't Seen Nuthin Yet, issu de Blood Fire and Live, et de Keep on Rocking in the Free World de Neil Young.

### Troisième phase (2006–2009)
En 2006, ils se reforment à l'occasion de deux concerts de charité contre la leucémie, dont souffre leur bassiste Floyd London. Ils tournent de nouveau dans leur pays en 2008 et évoquent la possibilité de sortir un nouvel album qui reste à ce jour sans suite. Floyd London annonce officiellement son départ du groupe sur MySpace à la fin 2008.
En 2010, Ricky Warwick devient le chanteur de la reformation de Thin Lizzy, renommée depuis Black Star Riders. Il a été marié à l'animatrice de l'émission Headbangers Ball sur MTV Vanessa Warwick. En décembre 2014, leurs deux premiers albums, Blood, Fire and Love et Soul Destruction sont annoncés pour une réédition au début de 2015 accompagnés de morceaux bonus live. Ricky Warwick explique, concernant une éventuelle future réunion du groupe, que : « Je suis ouvert à toute idée sur des shows ou albums. Je ne sais pas ce qu'en pensent les autres. J'aime bien ces gars et j'aime bien les chansons. J'aimerai rejouer avec eux un jour parce que la vie est trop courte, et ça ne tient qu'à un fil. »

## Membres

### Derniers membres
- Ricky Warwick - chant (1988-1996, 2000-2001, 2006-2009)
- Stumpy Munroe - batterie (1988-1996, 2000-2001, 2006-2009)
- Pete « Freezin » Friesen - guitare (1991-1996, 2006-2009)

### Anciens membres
- Gavin Gray - basse (2000-2002)
- Nick Parson - guitare (2000-2002)
- Tantrum - guitare (1988-1991)
- Floyd London - basse (1988-1996, 2006-2008)

## Discographie

### Albums studio
- 1989 : Blood, Fire and Love
- 1991 : Soul Destruction
- 1993 : Powertrippin'
- 1994 : Crank
- 1996 : Just Add Life
- 2000 : The Almighty
- 2001 : Psycho-Narco

### Albums live
- 1990 : Blood, Fire and Live
- 1996 : Crank and Deceit: Live in Japan
- 2008 : All Proud, All Live, All Mighty

### Compilations
- 2002 : Wild and Wonderful
- 2007 : Anth'fuckin'ology - The Gospel According to...